# Hermelycaena hermes
Hermelycaena hermes är en fjärilsart som beskrevs av Edwards 1870. Hermelycaena hermes ingår i släktet Hermelycaena och familjen juvelvingar. Inga underarter finns listade i Catalogue of Life.